# Kreis Hadeln
| Basisdaten                                           | Basisdaten          |
| ---------------------------------------------------- | ------------------- |
| Bestandszeitraum                                     | 1885–1932           |
| Preußische Provinz                                   | Hannover            |
| Regierungsbezirk                                     | Stade               |
| Verwaltungssitz                                      | Otterndorf          |
| Fläche                                               | 326 km²             |
| Einwohner                                            | 16.921 (1925)       |
| Bevölkerungsdichte                                   | 52 Einw./km² (1925) |
| Gemeinden                                            | 15 (1910) 13 (1932) |
| Lage des Kreises in der preußischen Provinz Hannover |                     |
| Lage des Kreises Hadeln in der Provinz Hannover      |                     |

Der Kreis Hadeln war ein Landkreis in der preußischen Provinz Hannover. Der Kreissitz war in der Stadt Otterndorf.

## Geschichte
Der Kreis Hadeln wurde nach der Annexion des Königreichs Hannover durch Preußen 1885 aus dem ehemaligen hannoverschen Amt Otterndorf und der Stadt Otterndorf gebildet. Bei der Kreisreform 1932 wurde der Kreis mit dem größten Teil des benachbarten Kreises Neuhaus an der Oste sowie der Gemeinde Altenwalde aus dem aufgelösten Landkreis Lehe zum Kreis Land Hadeln zusammengefasst.
In der NS-Zeit griff der NS-Staat den verschuldeten Bauern mit Steuererleichterungen, Umschuldungsaktionen, günstigen Krediten und gesicherten Erzeugerpreisen unter die Arme. Der (seit 1935 nicht mehr freiwillige) Arbeitsdienst wurde beim Deichbau und Entwässerungsmaßnahmen eingesetzt. Staatliche Rüstungsaufträge, Kasernenbau, die Anlage von Flugplätzen und Truppenübungsplätzen sorgten bald für Vollbeschäftigung. Die Rolle der Kreistage wurde bald bedeutungslos. Die gesamte Verantwortung konzentrierte sich auf die Person des Landrats, der in der Regel stramm nationalsozialistisch ausgerichtet war. Besonders in der Landwirtschaft wurden während des Krieges Zwangsarbeiter und Kriegsgefangene eingesetzt.
Eine schöne, durchaus lesenswerte Schilderung von Land und Leuten ist Robert Lembcke zu verdanken.

## Einwohnerentwicklung
| Einwohner    | 1890   | 1900   | 1910   | 1925   |
| ------------ | ------ | ------ | ------ | ------ |
| Kreis Hadeln | 16.652 | 15.956 | 16.662 | 16.921 |

## Gemeinden
Die folgende Tabelle enthält die Gemeinden des Kreises Hadeln mit ihrer Einwohnerzahl am 1. Dezember 1910:
| Gemeinde              | Einwohner |
| --------------------- | --------- |
| Altenbruch            | 2.588     |
| Franzenburg           | 284       |
| Lüdingworth           | 1.456     |
| Neubachenbruch        | 104       |
| Neuenkirchen          | 834       |
| Nordleda              | 1.104     |
| Odisheim              | 906       |
| Oster Ihlienworth     | 666       |
| Osterbruch            | 544       |
| Osterende Otterndorf  | 1.280     |
| Otterndorf            | 1.937     |
| Steinau               | 1.350     |
| Wanna                 | 1.423     |
| Wester Ihlienworth    | 1.189     |
| Westerende Otterndorf | 997       |

Ein Vergleich mit den heutigen Gemeinden muss berücksichtigen, dass einige Gemeinden inzwischen aufgelöst wurden, wie z. B. Westerende Otterndorf, das 1929 nach Otterndorf eingemeindet wurde. Von Osterende Otterndorf, 1929 grundsätzlich ebenfalls nach Otterndorf eingemeindet, fiel z. B. der Ortsteil Brüninghemm an Neuenkirchen.

## Landräte
- 1885–1898 Alexander Sostmann (1833–1908)
- 1898–1928 Friedrich Bayer († 1928), Deutschnationale Volkspartei (DNVP)
- 1928–1932 Hinrich Wilhelm Kopf (1893–1961), Sozialdemokratische Partei Deutschlands (SPD)